# Ruth Nortje
Ruth Nortje (Polokwane, 17 de enero de 1967) es una deportista estadounidense que compitió en piragüismo en la modalidad de aguas tranquilas. Ganó tres medallas en los Juegos Panamericanos de 2003.

## Palmarés internacional
| Juegos Panamericanos | Juegos Panamericanos            | Juegos Panamericanos | Juegos Panamericanos |
| Año                  | Lugar                           | Medalla              | Competición          |
| -------------------- | ------------------------------- | -------------------- | -------------------- |
| 2003                 | Santo Domingo (Rep. Dominicana) | Medalla de oro       | K1 500 m             |
| 2003                 | Santo Domingo (Rep. Dominicana) | Medalla de oro       | K2 500 m             |
| 2003                 | Santo Domingo (Rep. Dominicana) | Medalla de plata     | K4 500 m             |